# 가드너사슴쥐
가드너사슴쥐(Peromyscus gardneri)는 비단털쥐과에 속하는 설치류의 일종이다. 과테말라의 토착종이다.

## 특징
작은 설치류로 전체 몸길이는 273~325mm, 꼬리 길이는 129~180mm이다. 발 길이는 30~37mm, 귀 길이는 23~27mm이다. 등 쪽 털은 회색과 갈색을 띠며, 배 쪽은 희다. 귀는 크고 털이 없다. 다리는 희끄무레한 색을 색을 띠고 앞발의 뒤는 약한 회색이다. 발은 길고 얇다. 꼬리는 머리부터 몸까지 길이 보다 길다.

## 생태
육상성 동물이다. 먹이는 식물과 작은 과일이고 곤충도 먹는 것으로 추정된다.

## 분포 및 서식지
과테말라 서부의 시에라 데 로스 쿠쿠마타네스 산맥 북부 경사면의 6군데에서만 발견된다. 해발 1000~1700m 카르스트 지역의 습윤 숲에서 서식한다.